# 주앙 도밍구스 핀투
주앙 도밍구스 다 실바 핀투(포르투갈어: João Domingos da Silva Pinto, 1961년 11월 21일, 노르트 지방 올리베이라 두 도루 ~)는 포르투갈의 전직 축구 선수이자 감독이다. 그는 현역 시절 전부를 포르투에서 보냈고,(16년, 프리메이라리가 9번과 1986-87 시즌 유러피언컵 포함 24번의 주요 대회 우승) 포르투갈 역대 최고 우측 수비수로 평가된다.
핀투는 포르투갈 국가대표팀에서 10년 넘게 활약하며 1번의 월드컵과 1번의 유럽 선수권 대회에 참가했다.

## 선수 경력
핀투는 포르투 현 빌라 노바 드 가이아의 올리베이라 두 도루 출신이다. 포르투의 유소년부를 졸업한 그는 얼마 지나지 않아 선수단 주전으로 도약했다. 페르난두 고메스가 바이에른 뮌헨과의 1986-87 시즌 유러피언컵 결승전을 앞두고 다리를 다치자 그가 대신 주장을 맡았고, 빈에서 2-1로 승리한 후 포르투갈로 금의환향해 고메스와 같이 우승컵을 들어올렸다.
붙박이 주전이었던 핀투는 1996-97 시즌이 끝에 프로 무대 16년 만에 북부 연고 구단의 첫 프리메이라리가 3연패를 달성했다.(그는 총 9번의 리그와 4번의 타사 드 포르투갈을 우승했고, 1987년 유러피언컵, 유러피언 슈퍼컵, 그리고 인터콘티넨털컵 3관왕을 달성했다) 그는 오랜 기간 구단에 대한 헌신의 공로를 인정받아 이후 유소년부를 감독하게 되었다.
핀투는 포르투갈 국가대표팀 경기에 총 70번 출전했고, 이 중 42번의 경기를 주장으로 출전했다. 이탈리아와의 1994년 월드컵 예선전 원정 경기에서 0-1로 패한 후 눈물을 삼키면서, 그는 "위대한 주장"(Capitão)의 안타까움을 더욱 처절하게 만들었다. 그는 유로 1984에 포르투갈 선수단 일원으로 참가했고, 1986년 월드컵에도 참가했다. 포르투 시절에 그를 지도했던 보비 롭슨은 다음과 같이 그를 회자했다: "그는 심장이 둘 다리가 넷입니다. 그와 같은 선수를 찾기는 어렵습니다."
2023년 9월, 핀투는 스페인의 유소년 체계의 정책으로 널리 알려진 아틀레틱 빌바오로부터 원 클럽 맨 상을 받았다.

## 감독 경력
핀투는 세군다 리가에서 감독일을 시작했다. 그는 코빌량을 지도하다가 2013년 1월에 샤베스로 둥지를 옮겼고, 후자의 구단은 처음이자 마지막 시즌에 승격을 이룩했다.

## 경력 통계

### 클럽
| 구단      | 시즌      | 리그              | 리그 | 리그 | 컵   | 컵 | 유럽 | 유럽 | 기타 | 기타 | 합계 | 합계 |
| 구단      | 시즌      | 리그명            | 출장 | 골   | 출장 | 골 | 출장 | 골   | 출장 | 골   | 출장 | 골   |
| --------- | --------- | ----------------- | ---- | ---- | ---- | -- | ---- | ---- | ---- | ---- | ---- | ---- |
| 포르투    | 1981–82   | 프리메이라 디비상 | 7    | 0    | 2    | 0  | 0    | 0    | 2    | 0    | 11   | 0    |
| 포르투    | 1982–83   | 프리메이라 디비상 | 23   | 0    | 6    | 1  | 2    | 0    | —    | —    | 31   | 1    |
| 포르투    | 1983–84   | 프리메이라 디비상 | 26   | 0    | 9    | 0  | 9    | 0    | 2    | 0    | 46   | 0    |
| 포르투    | 1984–85   | 프리메이라 디비상 | 30   | 0    | 7    | 0  | 2    | 0    | 4    | 0    | 43   | 0    |
| 포르투    | 1985–86   | 프리메이라 디비상 | 18   | 1    | 3    | 0  | 4    | 0    | 2    | 0    | 27   | 1    |
| 포르투    | 1986–87   | 프리메이라 디비상 | 29   | 3    | 5    | 0  | 9    | 0    | 2    | 0    | 45   | 3    |
| 포르투    | 1987–88   | 프리메이라 디비상 | 34   | 1    | 7    | 0  | 4    | 0    | 3    | 0    | 48   | 1    |
| 포르투    | 1988–89   | 프리메이라 디비상 | 35   | 1    | 4    | 0  | 3    | 0    | 2    | 0    | 44   | 1    |
| 포르투    | 1989–90   | 프리메이라 디비상 | 30   | 0    | 3    | 0  | 6    | 0    | —    | —    | 39   | 0    |
| 포르투    | 1990–91   | 프리메이라 디비상 | 30   | 0    | 5    | 1  | 5    | 0    | 2    | 0    | 42   | 1    |
| 포르투    | 1991–92   | 프리메이라 디비상 | 33   | 8    | 6    | 0  | 4    | 0    | 1    | 0    | 44   | 8    |
| 포르투    | 1992–93   | 프리메이라 디비상 | 25   | 2    | 2    | 0  | 8    | 0    | 3    | 1    | 38   | 3    |
| 포르투    | 1993–94   | 프리메이라 디비상 | 31   | 1    | 6    | 0  | 10   | 0    | 2    | 0    | 49   | 1    |
| 포르투    | 1994–95   | 프리메이라 디비상 | 31   | 0    | 2    | 0  | 4    | 0    | 3    | 0    | 40   | 0    |
| 포르투    | 1995–96   | 프리메이라 디비상 | 13   | 0    | 6    | 0  | 4    | 0    | 0    | 0    | 23   | 0    |
| 포르투    | 1996–97   | 프리메이라 디비상 | 13   | 0    | 2    | 0  | 2    | 0    | 0    | 0    | 17   | 0    |
| 경력 합계 | 경력 합계 | 경력 합계         | 408  | 17   | 75   | 2  | 76   | 0    | 28   | 1    | 587  | 20   |

1. ↑  타사 드 포르투갈 출전 경기 기록 포함
2. 1 2 3 4 5 6 7 8 9 10 11  수페르타사 칸디두 드 올리베이라 출장 경기 기록
3. 1 2  UEFA컵 출장 경기 기록
4. 1 2 3 4  유러피언 컵위너스컵 출장 경기 기록
5. 1 2 3 4 5  유러피언컵 출장 경기 기록
6. ↑  유러피언 슈퍼컵 2경기 출장 및 인터콘티넨털컵 1경기 출장 경기 기록
7. 1 2 3 4  챔피언스리그 출장 경기 기록

### 국가대표팀
| 국가대표팀 | 연도 | 출장 | 골 |
| ---------- | ---- | ---- | -- |
| 포르투갈   | 1983 | 4    | 0  |
| 포르투갈   | 1984 | 10   | 0  |
| 포르투갈   | 1985 | 7    | 0  |
| 포르투갈   | 1986 | 1    | 0  |
| 포르투갈   | 1987 | 2    | 0  |
| 포르투갈   | 1989 | 11   | 1  |
| 포르투갈   | 1990 | 3    | 0  |
| 포르투갈   | 1991 | 9    | 0  |
| 포르투갈   | 1992 | 8    | 0  |
| 포르투갈   | 1993 | 7    | 0  |
| 포르투갈   | 1994 | 5    | 0  |
| 포르투갈   | 1995 | 2    | 0  |
| 포르투갈   | 1996 | 1    | 0  |
| 합계       | 합계 | 70   | 1  |

### 국가대표팀 득점 기록
아래의 점수에서 왼쪽의 점수가 포르투갈의 점수이며, 점수 열은 핀투의 득점 상황을 나타낸다.
| # | 날짜            | 경기장                             | 상대   | 점수 | 결과 | 대회                 |
| - | --------------- | ---------------------------------- | ------ | ---- | ---- | -------------------- |
| 1 | 1989년 4월 26일 | 포르투갈 리스본 이스타디우 다 루스 | 스위스 | 1–0  | 3–1  | 1990년 월드컵 예선전 |

## 수상

### 선수
포르투
- 프리메이라 디비상: 1984–85, 1985–86, 1987–88, 1989–90, 1991–92, 1992–93, 1994–95, 1995–96, 1996–97
- 타사 드 포르투갈: 1983–84, 1987–88, 1990–91, 1993–94
- 수페르타사 칸디두 드 올리베이라: 1981, 1983, 1984, 1986, 1990, 1991, 1993, 1994
- 유러피언컵: 1986–87
- 유러피언 슈퍼컵: 1987
- 인터콘티넨털컵: 1987

개인
- 유럽 선수권 대회의 선수단: 1984[13]
- 원 클럽 상: 2023[7]

### 감독
샤베스
- 세군다 디비상: 2012–13[9]

## 같이 보기
- 원클럽맨 명단